# Жуч (Куршумлија)
Жуч је насеље у Србији у општини Куршумлија у Топличком округу. Према попису из 2022. било је 125 становника (према попису из 1991. било је 205 становника).

## Демографија
У насељу Жуч живи 146 пунолетних становника, а просечна старост становништва износи 44,9 година (42,2 код мушкараца и 47,4 код жена). У насељу има 69 домаћинстава, а просечан број чланова по домаћинству је 2,49.
Ово насеље је великим делом насељено Србима (према попису из 2002. године), а у последња три пописа, примећен је пад у броју становника.
|  |

| Демографија | Демографија | Демографија |
| Година      | Становника  | Становника  |
| ----------- | ----------- | ----------- |
| 1948.       | 479         |             |
| 1953.       | 452         |             |
| 1961.       | 484         |             |
| 1971.       | 362         |             |
| 1981.       | 248         |             |
| 1991.       | 205         | 205         |
| 2002.       | 172         | 178         |

| Етнички састав према попису из 2002.‍ | Етнички састав према попису из 2002.‍ | Етнички састав према попису из 2002.‍ | Етнички састав према попису из 2002.‍ | Етнички састав према попису из 2002.‍ |
| ------------------------------------ | ------------------------------------ | ------------------------------------ | ------------------------------------ | ------------------------------------ |
|                                      |                                      |                                      |                                      |                                      |
| Срби                                 | Срби                                 |                                      | 160                                  | 93,02%                               |
| Хрвати                               | Хрвати                               |                                      | 1                                    | 0,58%                                |
| непознато                            | непознато                            |                                      | 11                                   | 6,39%                                |

| Година пописа     | 1948. | 1953. | 1961. | 1971. | 1981. | 1991. | 2002. |
| ----------------- | ----- | ----- | ----- | ----- | ----- | ----- | ----- |
| Број домаћинстава | 78    | 78    | 90    | 93    | 76    | 81    | 69    |

| Број чланова      | 1  | 2  | 3 | 4  | 5 | 6 | 7 | 8 | 9 | 10 и више | Просек |
| ----------------- | -- | -- | - | -- | - | - | - | - | - | --------- | ------ |
| Број домаћинстава | 21 | 21 | 7 | 13 | 6 | 1 | 0 | 0 | 0 | 0         | 2,49   |

| Пол    | Укупно | Неожењен/Неудата | Ожењен/Удата | Удовац/Удовица | Разведен/Разведена | Непознато |
| ------ | ------ | ---------------- | ------------ | -------------- | ------------------ | --------- |
| Мушки  | 69     | 14               | 43           | 5              | 0                  | 7         |
| Женски | 83     | 8                | 42           | 24             | 3                  | 6         |
| УКУПНО | 152    | 22               | 85           | 29             | 3                  | 13        |

| Пол    | Укупно                    | Пољопривреда, лов и шумарство | Рибарство                            | Вађење руде и камена | Прерађивачка индустрија       |
| ------ | ------------------------- | ----------------------------- | ------------------------------------ | -------------------- | ----------------------------- |
| Мушки  | 31                        | 11                            | 0                                    | 0                    | 8                             |
| Женски | 12                        | 9                             | 0                                    | 0                    | 0                             |
| УКУПНО | 43                        | 20                            | 0                                    | 0                    | 8                             |
| Пол    | Производња и снабдевање   | Грађевинарство                | Трговина                             | Хотели и ресторани   | Саобраћај, складиштење и везе |
| Мушки  | 0                         | 3                             | 0                                    | 0                    | 2                             |
| Женски | 0                         | 1                             | 0                                    | 0                    | 0                             |
| УКУПНО | 0                         | 4                             | 0                                    | 0                    | 2                             |
| Пол    | Финансијско посредовање   | Некретнине                    | Државна управа и одбрана             | Образовање           | Здравствени и социјални рад   |
| Мушки  | 0                         | 0                             | 3                                    | 1                    | 0                             |
| Женски | 1                         | 0                             | 0                                    | 0                    | 1                             |
| УКУПНО | 1                         | 0                             | 3                                    | 1                    | 1                             |
| Пол    | Остале услужне активности | Приватна домаћинства          | Екстериторијалне организације и тела | Непознато            | Непознато                     |
| Мушки  | 0                         | 0                             | 0                                    | 3                    | 3                             |
| Женски | 0                         | 0                             | 0                                    | 0                    | 0                             |
| УКУПНО | 0                         | 0                             | 0                                    | 3                    | 3                             |